# Fabian Waldenmaier

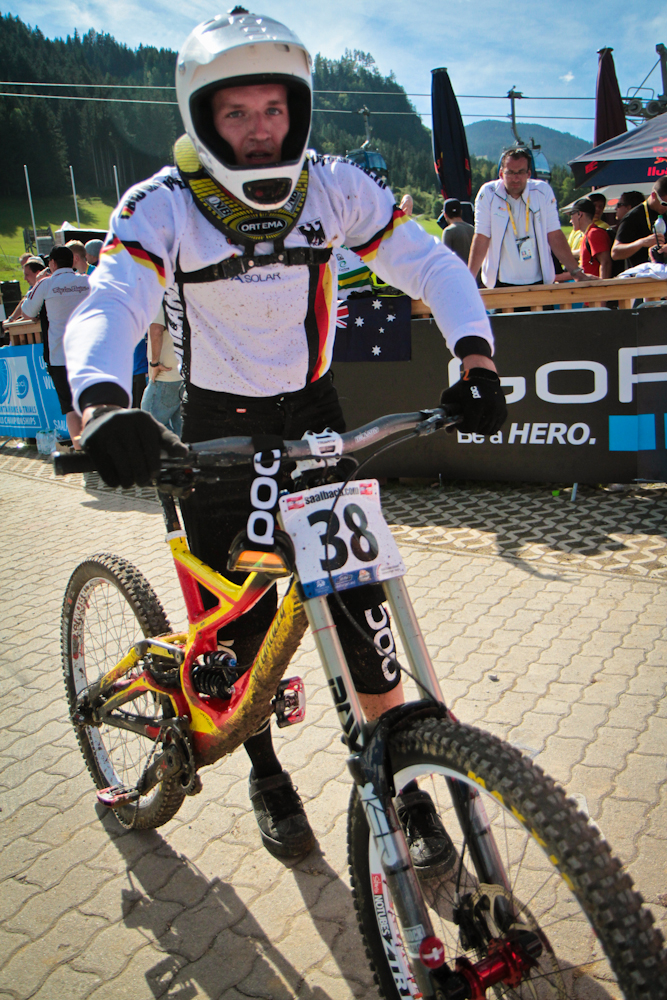
Im Hintergrund beobachtet Fabian Waldenmaier den Zieleinlauf von Benny Strasser

Fabian Mathias Waldenmaier (* 6. Januar 1977 in Bergheim) ist ein ehemaliger deutscher Mountainbike-Downhill-Rennfahrer und heutiger Radsportfunktionär und -trainer.
Fabian Waldenmaier begann seine MTB Karriere 1990. Zuerst im Bereich des Cross Country aktiv, wechselte er 1993 die Disziplin zu MTB Downhill und fuhr Rennen bis 2001. Aufgrund eines schweren Autounfalls und seines Sportstudiums beendete er 2001 seine Rennkarriere und wechselte in den organisatorischen Bereich des Radsports.
2010 war Waldenmaier Leiter einer kleinen Rennserie und wurde im Herbst 2011 zum Downhill-Bundestrainer berufen. Im Herbst 2012 unterstellte ihm der Bund Deutscher Radfahrer den gesamten Mountainbike-Bereich in Deutschland.